# (6263) Druckmuller
(6263) Druckmuller es un asteroide perteneciente al cinturón de asteroides, región del sistema solar que se encuentra entre las órbitas de Marte y Júpiter, descubierto el 6 de agosto de 1980 por Zdeňka Vávrová desde el Observatorio Kleť, České Budějovice, República Checa.

## Designación y nombre
Designado provisionalmente como 1980 PX. Fue nombrado Druckmuller en homenaje a Miloslav Druckmüller, matemático checo, divulgador de astronomía y fotógrafo, desarrolló un método innovador para visualizar la corona solar durante los eclipses totales del Sol. Ha ampliado los límites de la astrofotografía científica, lo que ha llevado a una variedad de descubrimientos.

## Características orbitales
Druckmuller está situado a una distancia media del Sol de 2,187 ua, pudiendo alejarse hasta 2,708 ua y acercarse hasta 1,666 ua. Su excentricidad es 0,238 y la inclinación orbital 2,224 grados. Emplea 1181,90 días en completar una órbita alrededor del Sol.

## Características físicas
La magnitud absoluta de Druckmuller es 14,82.